# 布拉佐 (密蘇里州)
布拉佐（英語：Brazeau）是位於美國密蘇里州佩里縣的非建制地區。

## 歷史
布拉佐的郵局自1879年營運至今。

## 地理
布拉佐所處的海拔為高於海平面171米（即561英呎），而該地所採用的時區為UTC-6，即北美中部時區（CST）。同時該地設有夏令時間，為UTC-6調快一小時，即UTC-5（CDT）。